# Eric Djemba-Djemba
Eric Daniel Djemba-Djemba (* 4. května 1981, Douala, Kamerun) je kamerunský fotbalista, který hraje na pozici defenzivního záložníka. Ve více než 20 zápasech reprezentoval Kamerun. Zúčastnil se mistrovství světa v roce 2002.

## Klubová kariéra
Od svých 15 let se Djemba-Djemba snažil prosadit v mládežnických týmech francouzského klubu FC Nantes,
který získal v sezóně 2000/01 francouzský mistrovský titul. Profesionální smlouvu podepsal roku 2000.
V roce 2001 prorazil do A-týmu, se kterým se představil též v Lize mistrů UEFA. Povedeným výkonem pomohl k výhře nad italským Laziem Řím.
Nantes se dokázalo probojovat do druhé skupinové fáze. Nastoupil rovněž v utkání proti Manchesteru United, kde se v záloze střetl s Royem Keanem.
Za jeho výkony ve dresu Kanárků byl povolán do reprezentace.
Častým partnerem ve středu pole mu byl Mathieu Berson.
Během druhé sezóny 2002/03 odehrál 25 zápasů a nasbíral 11 žlutých karet a jednu kartu červenou.
V létě 2003 odešel z Nantes do Manchesteru United za částku 3,5 milionu liber a v závislosti na jeho výkonech se zaplacená částka mohla vyšplhat až na 4,2 milionu liber.
Djemba-Djemba podepsal s Rudými ďábly pětiletou smlouvu. Podle některých měl být nástupcem Roye Keana, který měl svá nejlepší léta už za sebou. Dalším konkurentem v záloze byl Nicky Butt, který ale často chyběl kvůli zranění.
Djemba-Djemba si 16. září 2003 zahrál Ligu mistrů proti Panathinaikosu a v 83. minutě vstřelil svůj první gól za United. Byl to poslední gól zápasu, United porazili řecký celek 5:0.
Na konci října odehrál celý zápas proti Leeds United v rámci ligového poháru Carling Cup a v 78. minutě našel přihrávkou Davida Belliona, který vyrovnal na 1:1. Během prodloužení se skóre změnilo na 2:2, Djemba-Djemba rozhodl ve 117. minutě o vítězství 3:2 a postupu do osmifinále.
Za Manchester United celkově odehrál 39 soutěžních zápasů během necelých dvou let.
V lednu roku 2005 jej koupila Aston Villa za částku 1-2 milionů liber.

## Reprezentační kariéra
Se spoluhráči z reprezentace Kamerunu zvítězil v roce 2002 na Africkém poháru národů. Mužstvo čítalo takové hráče jako byli Samuel Eto’o, Carlos Kameni, Lauren nebo Pierre Womé.
Ve stejném roce se objevil na mistrovství světa, které se konalo v Jižní Koreji a Japonsku.
Dále si zahrál na Konfederačním poháru FIFA 2003.